# Harur
Harur là một thị xã panchayat của quận Dharmapuri thuộc bang Tamil Nadu, Ấn Độ.

## Địa lý
Harur có vị trí 12°04′B 78°30′Đ / 12,07°B 78,5°Đ Nó có độ cao trung bình là 350 mét (1148 feet).

## Nhân khẩu
Theo điều tra dân số năm 2001 của Ấn Độ, Harur có dân số 20.346 người. Phái nam chiếm 50% tổng số dân và phái nữ chiếm 50%. Harur có tỷ lệ 75% biết đọc biết viết, cao hơn tỷ lệ trung bình toàn quốc là 59,5%: tỷ lệ cho phái nam là 82%, và tỷ lệ cho phái nữ là 68%. Tại Harur, 12% dân số nhỏ hơn 6 tuổi.